# Hamelin de Warenne
Hamelin de Warenne, conte del Surrey, noto talvolta come Hamelin d'Angiò, o, anacronisticamente, Hamelin Plantageneto (1129 circa – 1202), è stato un cavaliere medievale e nobile inglese al servizio dei re Enrico II, Riccardo I e Giovanni.

## Biografia
Figlio illegittimo di Goffredo V d'Angiò, e quindi fratellastro di re Enrico II, e zio di Riccardo Cuor di Leone e Giovanni. Sposò nell'aprile del 1164 Isabella de Warenne (? - 1199), quarta contessa del Surrey, vedova del conte di Mortain e conte di Boulogne, Guglielmo I di Boulogne, figlio di Stefano di Blois. Il matrimonio fu combinato da Enrico II. Ereditò quindi il titolo di conte de Warenne del Surrey. La coppia ebbe cinque figli: Susanna, Isabella, Ela, Matilda e Guglielmo de Warenne.
Le terre dei de Warenne avevano il centro amministrativo a Conisbrough, nello Yorkshire, luogo dove Hamelin fece costruire un possente castello. Aveva diritto ad un terzo degli introiti derivati dalle multe e dalle sanzioni imposte all'interno della contea. Possedeva inoltre i castelli a Mortemer e Bellencombre in Normandia.
Hamelin fu uno di coloro che denunciarono Thomas Becket nel 1164, tuttavia in seguito alla morte di Becket divenne convinto della santità di quest'ultimo. Secondo una leggenda, Hamelin sarebbe stato salvato dalla cecità da Becket stesso. Nel 1176 si recò in Sicilia per maritare una nipote.
Rimase fedele a Enrico II durante le numerose ribellioni esplose durante il suo regno, e continuò ad essere fedele alla dinastia con Riccardo I. Durante l'assenza di Riccardo, partito per la terza crociata, fu al fianco del reggente Guglielmo di Longchamp.
Gli succedette suo figlio, Guglielmo de Warenne, quinto conte del Surrey.